# No Brain
No Brain é uma banda sul-coreana de punk rock amplamente considerada como um dos padrinhos da cena punk coreana. Eram originalmente parte do movimento local de punk underground, conhecido como Chosun Punk. Nos últimos anos o grupo tem desfrutado de sucesso comercial tanto com sua música como em suas carreiras na atuação e como apresentadores.

## Carreira
O grupo formou-se em 1996 em um clube pequeno na área de Hongdae (um distrito artístico de Seul). Eles são parte da primeira geração de bandas indie na Coréia do Sul, juntamente com Crying Nut. Seu primeiro álbum, Our Nation Volume 2, foi um álbum dividido com o grupo Weeper. Eles também contribuiram com um cover de "Lithium" do Nirvana para o álbum tributo Smells Like Nirvana, e em diversas faixas para a coletânea de punk coreano, Here We Stand.
Em 1999, eles deixaram a Drug Records, abrindo seu próprio selo, Munwha Sagidan. Em 2000, o baixista Jeong Jaehwan deixou a banda para realizar seu serviço militar obrigatório, porém eles continuaram suas atividades sem ele. No mesmo ano, apelidaram-se de banda anti Seo Taiji e realizaram um evento ao vivo para comemorar a ocasião.
Em abril de 2001, lançaram uma faixa para a canção cover do álbum do Sex Pistols, Never Mind the Bollocks, Here's the Sex Pistols, batizado de Never Mind The Sex Pistols Here's The No Brain. Vários meses depois, lançaram o álbum Viva No Brain. Eles também se apresentaram no 2001 Fuji Rock Festival no Japão. A banda causou um incidente quando o vocalista Lee Sung Woo, arrancou a bandeira imperial japonesa enquanto cantava o hino nacional coreano.
O No Brain contribuiu para a faixa do Red Devils do álbum 2002 World Cup. E também embarcaram em uma turnê em clubes da Coreia e em uma turnê no Japão. Naquele mesmo ano, Cha Seung-woo deixou a banda, e eles recrutaram Jeong Minjun, que havia tocado anteriormente nas bandas Real Sshang Noms e Samchung. Assim, a banda gravou o álbum Goodbye, Mary Poppins lançado em junho de 2003, este terceiro álbum foi uma grande mudança e um desafio para o No Brain, começando a sua segunda era. No geral, este álbum foi um ponto de virada para eles.
Em 2006 apareceram no filme Radio Star, retratando uma banda de garagem chamada East River.Em 2007, venderam os direitos da canção "넌 내게 반했어" (You have a crush on me) para ser usada pela campanha presidencial de Lee Myung-bak sob o título de  "이번엔 이명박" (This time Lee Myung-bak).Embora nenhum integrante do No Brain tenha endossado a campanha presidencial de Lee, eles enfrentaram uma reação negativa dos fãs,que tornou-se especialmente exasperada, pois em 2005, Lee era o então prefeito de Seul e havia feito uma lista negra para os músicos independentes.
Em 2013, o No Brain tocou no SXSW. Eles fizeram uma turnê pela América do Norte como parte da Seoulsonic 2K13 tour financiada pelo KOCCA (Agência de Conteúdo Criativo da Coreia) junto com Goonam e  Lowdown 30, fazendo apresentações em Rhode Island, Nova Iorque, Califórnia, e também em Toronto no Canadá para o Canadian Music Week (CMW). Sua apresentação no CMW foi vista pelo produtor musical Seymour Stein. A banda assinou um contrato de gravação com Stein para lançar um álbum pela Sire Records. Naquele mesmo ano, foram a atração principal do V-Rox Festival em Vladivostok na Rússia.

## Membros
- Bulldaegal (이성우 Lee Sung-woo) – Vocais
- VOVO (정민준 Jeong Min-jun) – Guitarra
- BBogle –(정우용 Jeong Woo-yong) - Baixo
- Hyoonga (황현성 Hwang Hyun-seong) – bateria

## Prêmios e honrarias
- 2008 Korean Music Awards - Escolha do Internauta: Artista do Ano de Rock
- 2007 Korean Music Awards - Banda do Ano
- 2007 Korean Music Awards - Canção de Rock do Ano - Indicação
- 2005 Ministry of Patriots and Veterans Affairs - Prêmio Cultural
- 2001 Mnet Asian Music Awards Professional Judges Special
- Indicação: 2001 Mnet Asian Music Awards - Melhor Performance Indie - "Go To The Beach" (해변으로 가요)
- Indicação: 2000 Mnet Asian Music Awards - Melhor Performance Indie - "Songs for the Rioters" (청년폭도맹진가)
- Indicação: 1999 MTV International Viewer's Choice Award - Coreia

## Discografia
- Here We Stand (Asian punk compilation) 1997, All System Fail
- Smells Like Nirvana 1997, Drug Records
- Our Nation 2 1998, Drug Records dividido com Weeper
- Youth 98 1999, Munwha Sagidan
- Songs for the Rioters 2000, Cujo/Munwha Sagidan/Pony Canyon Korea
- Never Mind the Sex Pistols. Here's the No Brain 2001, Cujo, Munwha Sagidan
- Viva No Brain 2001, Cujo/Munwha Sagidan
- Christmas Punk coletânean, 2001, Cujo/Munwha Sagidan
- Munwha Sagidan coletânea 2002, Cujo/Munwha Sagidan
- Dreams Come True, coletânea com Crying Nut, YB, etc. 2002, Red Devils/Jave
- The Blue Hearts Super Tribute, coletânea tributo para a banda Japonesa The Blue Hearts
- Goodbye, Mary Poppins 2003, Cujo
- Stand Up Again 2004, Rockstar Music
- Songs to be sung again 2005, Egg Music/Ministry of Patriots' & Veterans' Affairs
- Boys, Be Ambitious 2005, Rockstar Music
- Shout out, Korea! 2005, Rockstar Music
- That is Youth 2007, Rockstar Music
- Dragon Fighter 2007, Rockstar Music for the TV show Seoul Martial Arts.
- Absolutely Summer 2009, Rockstar Music
- We Wish You a Merry Christmas digital single, 2009, Rockstar Music
- Soldiers of Korea single for World Cup 2010, Rockstar Music
- High Tension 2011, Rockstar Music
- 96 [2014], álbum dividido com Crying Nut